# Ahuehueyo Segundo
Ahuehueyo Segundo är en ort i Mexiko.   Den ligger i kommunen Matlapa och delstaten San Luis Potosí, i den sydöstra delen av landet, 220 km norr om huvudstaden Mexico City. Ahuehueyo Segundo ligger 122 meter över havet och antalet invånare är 194.
Terrängen runt Ahuehueyo Segundo är varierad. Runt Ahuehueyo Segundo är det ganska tätbefolkat, med 179 invånare per kvadratkilometer. Närmaste större samhälle är Tamazunchale, 12,2 km söder om Ahuehueyo Segundo. Omgivningarna runt Ahuehueyo Segundo är en mosaik av jordbruksmark och naturlig växtlighet.